# Aschira
Encarnación Ruiz Ruiz, más conocida como Aschira (Tetuán, Protectorado español de Marruecos; 28 de diciembre de 1930-Madrid, España; 29 de noviembre de 2019) fue una astróloga, cantante lírica y presentadora española que hizo carrera en Argentina.

## Carrera
De madre granadina y padre sevillano, nació en Marruecos y fue criada en la península ibérica. De joven se inició como cantante de ópera y zarzuela. Entre 1967 y 1968 presentó obras como Luisa Fernanda, La corte del faraón y La viuda alegre. Luego, en 1970, decide retirarse del canto para abocarse exclusivamente a predicción.
Fue una mentalista importante de Argentina junto a Lily Sullos, Martha Bruno, Blanca Curi y Horangel. Fue una de las primeras pioneras en brindar el horóscopo en televisión. 
Se hizo popular en Argentina a lo largo de la década de 1980, donde participó de varios ciclos de televisión haciendo predicciones, e incluso siendo invitada de la icónica mesa de Mirtha Legrand en 1991.
En 2006 se incorporó a otro programa de Radio Rivadavia (AM 630), Movida 630, conducido por Juan Alberto Mateyko, quien tenía en su equipo a Sergio Gonal, Miguel del Sel, Daniel Ambrosino, Claudia Fasolo, Marilú Conforte, José Luis Braga, Fernando García (de ESPN radio), Yani y Juanjo Salce, y donde tuvieron como invitados, entre otros, a Alejandro Sanz, Facundo Saravia y Beats, Fonseca, León Gieco y Cecilia Milone.
Aschira falleció en Madrid, España, el viernes 29 de noviembre de 2019 a los 88 años tras complicaciones naturales en su salud en un psiquiátrico español. En el 2018 debió ser internada tras un brote psicótico que la llevó a pasearse desnuda por la calle. En sus últimos años en Buenos Aires, la astróloga estuvo muy deprimida y al borde del suicidio.

## Vida privada
Aschira estuvo casada dos veces. La primera, en 1964, con el padre de su hija mayor Eva, y luego con el multimillonario chocolatero Felipe Fort, abuelo del mediático, actor y empresario Ricardo Fort. En los últimos años de su vida tuvo que soportar el escándalo y exposición mediática de su vida intima, al aparecer su segunda hija Paloma Fort en los medios televisivos de Argentina, tras develar que no fue hija de Felipe, sino fruto de una relación de Aschira con el hijo de este último, Carlos Fort (padre de Ricardo).

## Televisión
- 2008: Susana Giménez
- 2003: Costumbres argentinas (participación)
- 2002: Dadyvertido, conducido por Dady Brieva
- 2000: Totalmente, conducido por Miguel del Sel
- 1999: Agrandadytos
- 1997: Showmatch, cámara oculta en Grandes valores del tango, conducido por Silvio Soldán
- 1995: El periscopio
- 1991: Almorzando con Mirtha Legrand
- 1990: Medianoche

## Libros
- Aschira: predicciones astrológicas 1994-1995